# イハル・マカラウ
イハル・マカラウ（Ihar Makarau、1979年7月20日 - ) は、ベラルーシの柔道選手。現在は100kg超級。身長180cm。

## 人物
世界選手権では3位に入っていたものの、オリンピックでは必ずしも優勝候補とは見なされていなかったがアテネオリンピックでは優勝を果たしている。その後、それまでの100kg級から100kg超級に階級を変更して2010年のヨーロッパ選手権では優勝を果たしたが、2012年のロンドンオリンピックでは5位に終わった。

## 主な戦績
- 1997年 - ヨーロッパジュニア 2位（95kg級）

100kg級での戦績
- 1998年 - ヨーロッパジュニア 優勝
- 2000年 - 世界学生 100kg級 3位、無差別 優勝
- 2001年 - ドイツ国際 5位
- 2001年 -ユニバーシアード 3位
- 2002年 - ロシア国際 3位
- 2002年 - フランス国際 2位
- 2002年 - ヨーロッパ選手権 3位
- 2002年 - 世界軍人選手権大会 2位
- 2003年 - ロシア国際 3位
- 2003年 - ドイツ国際 3位
- 2003年 - ヨーロッパ選手権 3位
- 2003年 - 世界選手権 3位
- 2003年 - グランプリ・モスクワ 3位
- 2003年 - ミリタリーワールドゲームズ 優勝
- 2004年 - アテネオリンピック 優勝
- 2004年 - 世界軍人選手権大会 優勝
- 2005年 -ポーランド国際 3位
- 2006年 - ヨーロッパ選手権 5位
- 2007年 - ミリタリーワールドゲームズ 3位
- 2007年 - ヨーロッパ選手権 無差別 2位

100kg超級での戦績
- 2008年 - オーストリア国際 3位
- 2008年 - ロシア国際 優勝
- 2009年 - グランドスラム・パリ 5位
- 2009年 - ワールドカップ・ワルシャワ 優勝
- 2009年 - ヨーロッパ選手権 3位
- 2010年 - ヨーロッパ選手権 優勝
- 2011年 - グランドスラム・パリ 5位
- 2011年 -グランプリ・バクー 2位
- 2011年 - 世界選手権 7位
- 2011年 - グランプリ・アムステルダム 5位
- 2011年 -グランプリ・青島 優勝
- 2012年 - ロンドンオリンピック 5位